# Lista câștigătorilor French Open (dublu masculin)

## Campioni

### Campionatele franceze

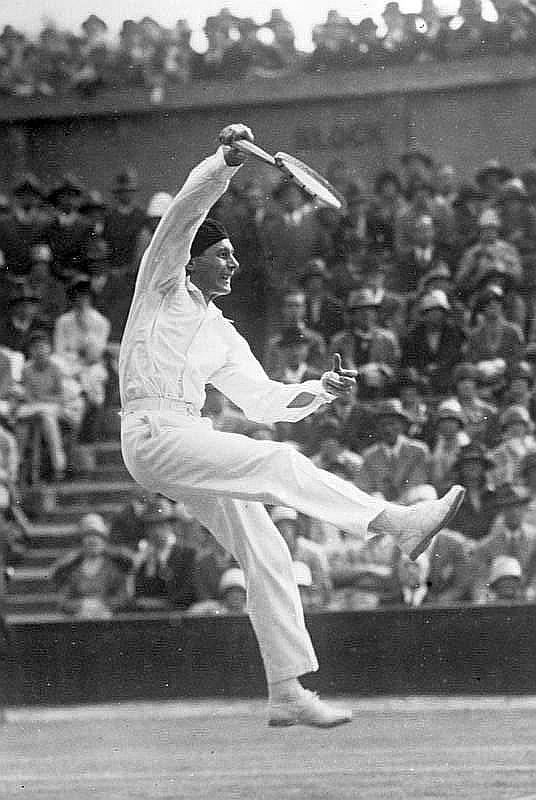
Jean Borotra a câștigat patru titluri la dublu masculin, inclusiv în 1925, primul an în care campionatul a fost deschis jucătorilor străini.

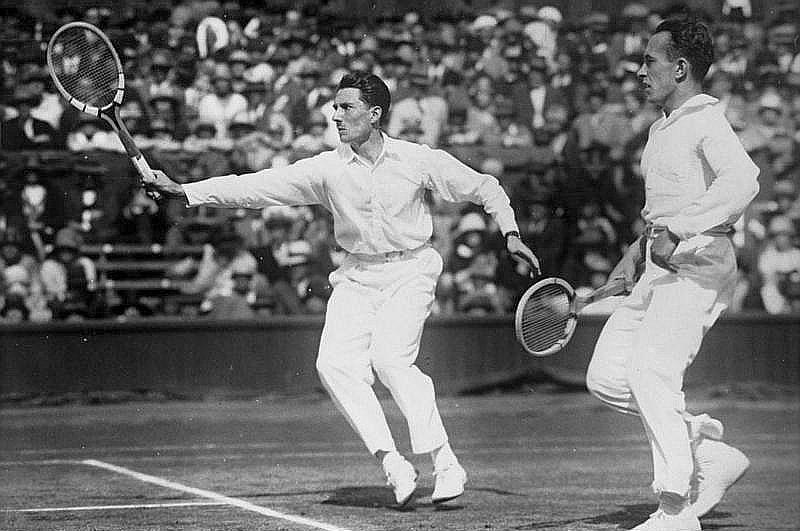
Jacques Brugnon (l), aici cu Henri Cochet, a câștigat titlul de cinci ori.

| An   | Campion                                            | Finalist                                           | Scor                                               |
| ---- | -------------------------------------------------- | -------------------------------------------------- | -------------------------------------------------- |
| 1925 | Jean Borotra René Lacoste                          | Henri Cochet Jacques Brugnon                       | 7–5, 4–6, 6–3, 2–6, 6–3                            |
| 1926 | Vincent Richards Howard Kinsey                     | Henri Cochet Jacques Brugnon                       | 6–4, 6–1, 4–6, 6–4                                 |
| 1927 | Henri Cochet Jacques Brugnon                       | Jean Borotra René Lacoste                          | 2–6, 6–2, 6–0, 1–6, 6–4                            |
| 1928 | Jean Borotra Jacques Brugnon                       | Henri Cochet René de Buzelet                       | 6–4, 3–6, 6–2, 3–6, 6–4                            |
| 1929 | René Lacoste Jean Borotra                          | Henri Cochet Jacques Brugnon                       | 6–3, 3–6, 6–3, 3–6, 8–6                            |
| 1930 | Henri Cochet Jacques Brugnon                       | Harry Hopman Jim Willard                           | 6–3, 9–7, 6–3                                      |
| 1931 | George Lott John Van Ryn                           | Vernon Kirby Norman Farquharson                    | 6–4, 6–3, 6–4                                      |
| 1932 | Henri Cochet Jacques Brugnon                       | Christian Boussus Marcel Bernard                   | 6–4, 3–6, 7–5, 6–3                                 |
| 1933 | Pat Hughes Fred Perry                              | Vivian McGrath Adrian Quist                        | 6–2, 6–4, 2–6, 7–5                                 |
| 1934 | Jean Borotra Jacques Brugnon                       | Jack Crawford Vivian McGrath                       | 11–9, 6–3, 2–6, 4–6, 9–7                           |
| 1935 | Jack Crawford Adrian Quist                         | Vivian McGrath Don Turnbull                        | 6–1, 6–4, 6–2                                      |
| 1936 | Jean Borotra Marcel Bernard                        | Pat Hughes Raymond Tuckey                          | 6–2, 3–6, 9–7, 6–1                                 |
| 1937 | Gottfried von Cramm Henner Henkel                  | Norman Farquharson Vernon Kirby                    | 6–4, 7–5, 3–6, 6–1                                 |
| 1938 | Bernard Destremau Yvon Petra                       | Don Budge Gene Mako                                | 3–6, 6–3, 9–7, 6–1                                 |
| 1939 | Don McNeill Charles Harris                         | Jean Borotra Jacques Brugnon                       | 4–6, 6–4, 6–0, 2–6, 10–8                           |
| 1940 | Anulat din cauza celui de-Al Doilea Război Mondial | Anulat din cauza celui de-Al Doilea Război Mondial | Anulat din cauza celui de-Al Doilea Război Mondial |
| 1941 | Anulat din cauza celui de-Al Doilea Război Mondial | Anulat din cauza celui de-Al Doilea Război Mondial | Anulat din cauza celui de-Al Doilea Război Mondial |
| 1942 | Anulat din cauza celui de-Al Doilea Război Mondial | Anulat din cauza celui de-Al Doilea Război Mondial | Anulat din cauza celui de-Al Doilea Război Mondial |
| 1943 | Anulat din cauza celui de-Al Doilea Război Mondial | Anulat din cauza celui de-Al Doilea Război Mondial | Anulat din cauza celui de-Al Doilea Război Mondial |
| 1944 | Anulat din cauza celui de-Al Doilea Război Mondial | Anulat din cauza celui de-Al Doilea Război Mondial | Anulat din cauza celui de-Al Doilea Război Mondial |
| 1945 | Anulat din cauza celui de-Al Doilea Război Mondial | Anulat din cauza celui de-Al Doilea Război Mondial | Anulat din cauza celui de-Al Doilea Război Mondial |
| 1946 | Marcel Bernard Yvon Petra                          | Enrique Morea Pancho Segura                        | 7–5, 6–3, 0–6, 1–6, 10–8                           |
| 1947 | Eustace Fannin Eric Sturgess                       | Tom Brown Bill Sidwell                             | 6–4, 4–6, 6–4, 6–3                                 |
| 1948 | Lennart Bergelin Jaroslav Drobný                   | Harry Hopman Frank Sedgman                         | 8–6, 6–1, 12–10                                    |
| 1949 | Pancho Gonzalez Frank Parker                       | Eustace Fannin Eric Sturgess                       | 6–3, 8–6, 5–7, 6–3                                 |
| 1950 | Bill Talbert Tony Trabert                          | Jaroslav Drobný Eric Sturgess                      | 6–2, 1–6, 10–8, 6–2                                |
| 1951 | Ken McGregor Frank Sedgman                         | Gardnar Mulloy Dick Savitt                         | 6–2, 2–6, 9–7, 7–5                                 |
| 1952 | Ken McGregor Frank Sedgman                         | Gardnar Mulloy Dick Savitt                         | 6–3, 6–4, 6–4                                      |
| 1953 | Lew Hoad Ken Rosewall                              | Mervyn Rose Clive Wilderspin                       | 6–2, 6–1, 6–1                                      |
| 1954 | Vic Seixas Tony Trabert                            | Lew Hoad Ken Rosewall                              | 6–4, 6–2, 6–1                                      |
| 1955 | Vic Seixas Tony Trabert                            | Nicola Pietrangeli Orlando Sirola                  | 6–1, 4–6, 6–2, 6–4                                 |
| 1956 | Don Candy Bob Perry                                | Ashley Cooper Lew Hoad                             | 7–5, 6–3, 6–3                                      |
| 1957 | Mal Anderson Ashley Cooper                         | Don Candy Mervyn Rose                              | 6–3, 6–0, 6–3                                      |
| 1958 | Ashley Cooper Neale Fraser                         | Robert Howe Abe Segal                              | 3–6, 8–6, 6–3, 7–5                                 |
| 1959 | Nicola Pietrangeli Orlando Sirola                  | Roy Emerson Neale Fraser                           | 6–3, 6–2, 14–12                                    |
| 1960 | Roy Emerson Neale Fraser                           | José Luis Arilla Andrés Gimeno                     | 6–2, 8–10, 7–5, 6–4                                |
| 1961 | Roy Emerson Rod Laver                              | Robert Howe Bob Mark                               | 3–6, 6–1, 6–1, 6–4                                 |
| 1962 | Roy Emerson Neale Fraser                           | Wilhelm Bungert Christian Kuhnke                   | 6–3, 6–4, 7–5                                      |
| 1963 | Roy Emerson Manuel Santana                         | Gordon Forbes Abe Segal                            | 6–2, 6–4, 6–4                                      |
| 1964 | Roy Emerson Ken Fletcher                           | John Newcombe Tony Roche                           | 7–5, 6–3, 3–6, 7–5                                 |
| 1965 | Roy Emerson Fred Stolle                            | Ken Fletcher Bob Hewitt                            | 6–8, 6–3, 8–6, 6–2                                 |
| 1966 | Clark Graebner Dennis Ralston                      | Ilie Năstase Ion Țiriac                            | 6–3, 6–3, 6–0                                      |
| 1967 | John Newcombe Tony Roche                           | Roy Emerson Ken Fletcher                           | 6–3, 9–7, 12–10                                    |

### French Open

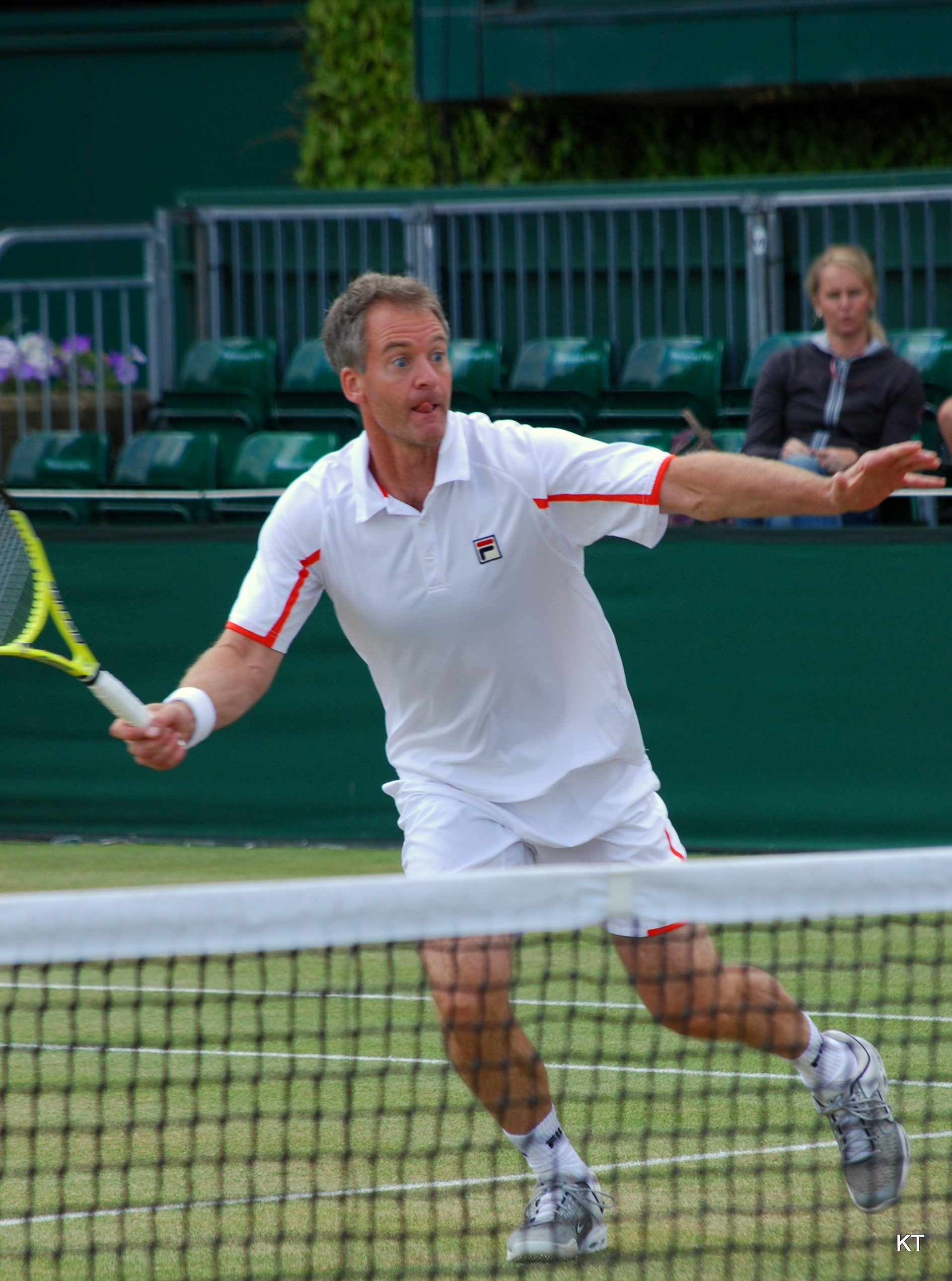
Anders Jarryd a ajuns în cinci finale de dublu masculin dintre care a câștigat trei (1983, 1987, 1991).

| An   | Campion                                 | Finalist                             | Scor                           |
| ---- | --------------------------------------- | ------------------------------------ | ------------------------------ |
| 1968 | Ken Rosewall Fred Stolle                | Roy Emerson Rod Laver                | 6–3, 6–4, 6–3                  |
| 1969 | John Newcombe Tony Roche                | Roy Emerson Rod Laver                | 4–6, 6–1, 3–6, 6–4, 6–4        |
| 1970 | Ilie Năstase Ion Țiriac                 | Arthur Ashe Charlie Pasarell         | 6–2, 6–4, 6–3                  |
| 1971 | Arthur Ashe Marty Riessen               | Tom Gorman Stan Smith                | 6–8, 4–6, 6–3, 6–4, 11–9       |
| 1972 | Bob Hewitt Frew McMillan                | Patricio Cornejo Jaime Fillol        | 6–3, 8–6, 3–6, 6–1             |
| 1973 | John Newcombe Tom Okker                 | Jimmy Connors Ilie Năstase           | 6–1, 3–6, 6–3, 5–7, 6–4        |
| 1974 | Dick Crealy Onny Parun                  | Bob Lutz Stan Smith                  | 6–3, 6–2, 3–6, 5–7, 6–1        |
| 1975 | Brian Gottfried Raúl Ramírez            | John Alexander Phil Dent             | 6–4, 2–6, 6–2, 6–4             |
| 1976 | Fred McNair Sherwood Stewart            | Brian Gottfried Raúl Ramírez         | 7–6(8–6), 6–3, 6–1             |
| 1977 | Brian Gottfried Raúl Ramírez            | Wojtek Fibak Jan Kodeš               | 7–6, 4–6, 6–3, 6–4             |
| 1978 | Gene Mayer Hank Pfister                 | José Higueras Manuel Orantes         | 6–3, 6–2, 6–2                  |
| 1979 | Gene Mayer Sandy Mayer                  | Ross Case Phil Dent                  | 6–4, 6–4, 6–4                  |
| 1980 | Victor Amaya Hank Pfister               | Brian Gottfried Raúl Ramírez         | 1–6, 6–4, 6–4, 6–3             |
| 1981 | Heinz Günthardt Balázs Taróczy          | Terry Moor Eliot Teltscher           | 6–2, 7–6, 6–3                  |
| 1982 | Sherwood Stewart Ferdi Taygan           | Hans Gildemeister Belus Prajoux      | 7–5, 6–3, 1–1, retired         |
| 1983 | Anders Järryd Hans Simonsson            | Mark Edmondson Sherwood Stewart      | 7–6(7–4), 6–4, 6–2             |
| 1984 | Henri Leconte Yannick Noah              | Pavel Složil Tomáš Šmíd              | 6–4, 2–6, 3–6, 6–3, 6–2        |
| 1985 | Mark Edmondson Kim Warwick              | Shlomo Glickstein Hans Simonsson     | 6–3, 6–4, 6–7, 6–3             |
| 1986 | John Fitzgerald Tomáš Šmíd              | Stefan Edberg Anders Järryd          | 6–3, 4–6, 6–3, 6–7(4–7), 14–12 |
| 1987 | Anders Järryd Robert Seguso             | Guy Forget Yannick Noah              | 6–7, 6–7, 6–3, 6–4, 6–2        |
| 1988 | Andrés Gómez Emilio Sánchez             | John Fitzgerald Anders Järryd        | 6–3, 6–7(8–10), 6–4, 6–3       |
| 1989 | Jim Grabb Patrick McEnroe               | Mansour Bahrami Eric Winogradsky     | 6–4, 2–6, 6–4, 7–6(7–5)        |
| 1990 | Sergio Casal Emilio Sánchez             | Goran Ivanišević Petr Korda          | 7–5, 6–3                       |
| 1991 | John Fitzgerald Anders Järryd           | Rick Leach Jim Pugh                  | 6–0, 7–6(7–2)                  |
| 1992 | Jakob Hlasek Marc Rosset                | David Adams Andrei Olhovskiy         | 7–6(7–4), 6–7(3–7), 7–5        |
| 1993 | Luke Jensen Murphy Jensen               | Marc-Kevin Goellner David Prinosil   | 6–4, 6–7(4–7), 6–4             |
| 1994 | Byron Black Jonathan Stark              | Jan Apell Jonas Björkman             | 6–4, 7–6(7–5)                  |
| 1995 | Jacco Eltingh Paul Haarhuis             | Nicklas Kulti Magnus Larsson         | 6–7(3–7), 6–4, 6–1             |
| 1996 | Yevgeny Kafelnikov Daniel Vacek         | Guy Forget Jakob Hlasek              | 6–2, 6–3                       |
| 1997 | Yevgeny Kafelnikov Daniel Vacek         | Todd Woodbridge Mark Woodforde       | 7–6(14–12), 4–6, 6–3           |
| 1998 | Jacco Eltingh Paul Haarhuis             | Mark Knowles Daniel Nestor           | 6–3, 3–6, 6–3                  |
| 1999 | Mahesh Bhupathi Leander Paes            | Goran Ivanišević Jeff Tarango        | 6–2, 7–5                       |
| 2000 | Todd Woodbridge Mark Woodforde          | Paul Haarhuis Sandon Stolle          | 7–6, 6–4                       |
| 2001 | Mahesh Bhupathi Leander Paes            | Petr Pála Pavel Vízner               | 7–6, 6–3                       |
| 2002 | Paul Haarhuis Yevgeny Kafelnikov        | Mark Knowles Daniel Nestor           | 7–5, 6–4                       |
| 2003 | Bob Bryan Mike Bryan                    | Paul Haarhuis Yevgeny Kafelnikov     | 7–6(7–3), 6–3                  |
| 2004 | Xavier Malisse Olivier Rochus           | Michaël Llodra Fabrice Santoro       | 7–5, 7–5                       |
| 2005 | Jonas Björkman Max Mirnyi               | Bob Bryan Mike Bryan                 | 2–6, 6–1, 6–4                  |
| 2006 | Jonas Björkman Max Mirnyi               | Bob Bryan Mike Bryan                 | 6–7(5–7), 6–4, 7–5             |
| 2007 | Mark Knowles Daniel Nestor              | Lukáš Dlouhý Pavel Vízner            | 2–6, 6–3, 6–4                  |
| 2008 | Pablo Cuevas Luis Horna                 | Daniel Nestor Nenad Zimonjić         | 6–2, 6–3                       |
| 2009 | Lukáš Dlouhý Leander Paes               | Wesley Moodie Dick Norman            | 3–6, 6–3, 6–2                  |
| 2010 | Daniel Nestor Nenad Zimonjić            | Lukáš Dlouhý Leander Paes            | 7–5, 6–2                       |
| 2011 | Max Mirnyi Daniel Nestor                | Juan Sebastián Cabal Eduardo Schwank | 7–6(7–3), 3–6, 6–4             |
| 2012 | Max Mirnyi Daniel Nestor                | Bob Bryan Mike Bryan                 | 6–4, 6–4                       |
| 2013 | Bob Bryan Mike Bryan                    | Michaël Llodra Nicolas Mahut         | 6–4, 4–6, 7–6(7–4)             |
| 2014 | Julien Benneteau Édouard Roger-Vasselin | Marcel Granollers Marc López         | 6–3, 7–6(7–1)                  |
| 2015 | Ivan Dodig Marcelo Melo                 | Bob Bryan Mike Bryan                 | 6–7(5–7), 7–6(7–5), 7–5        |
| 2016 | Feliciano López Marc López              | Bob Bryan Mike Bryan                 | 6–4, 6–7(6–8), 6–3             |
| 2017 | Ryan Harrison Michael Venus             | Santiago González Donald Young       | 7–6(7–5), 6–7(4–7), 6–3        |
| 2018 | Pierre-Hugues Herbert Nicolas Mahut     | Oliver Marach Mate Pavić             | 6–2, 7–6(7–4)                  |
| 2019 | Kevin Krawietz Andreas Mies             | Jérémy Chardy Fabrice Martin         | 6–2, 7–6(7–3)                  |
| 2020 | Kevin Krawietz Andreas Mies             | Mate Pavić Bruno Soares              | 6–3, 7–5                       |
| 2021 | Pierre-Hugues Herbert Nicolas Mahut     | Alexander Bublik Andrey Golubev      | 4-6, 7–6(7–1),6-4              |
| 2022 | Marcelo Arévalo Jean-Julien Rojer       | Ivan Dodig Austin Krajicek           | 6–7(4–7), 7–6(7–5), 6–3        |
| 2023 | Ivan Dodig Austin Krajicek              | Sander Gillé Joran Vliegen           | 6–3, 6–1                       |
| 2024 | Marcelo Arévalo Mate Pavić              | Simone Bolelli Andrea Vavassori      | 7–5, 6–3                       |
| 2025 | Marcel Granollers Horacio Zeballos      | Joe Salisbury Neal Skupski           | 6–0, 6–7(5–7), 7–5             |